# BMW 700
BMW 700 — микролитражный заднемоторный легковой автомобиль, выпускавшийся BMW с августа 1959 по сентябрь 1965 года.
Базировался на агрегатах BMW 600 (в свою очередь, представлявшего собой модификацию автомобиля Isetta). В отличие от «шестисотого», впрочем, BMW 700 имел нормальный кузов с двумя дверями по бокам. Дизайн автомобиля был выполнен Джованни Микелотти (Giovanni Michelotti). Основной моделью был двудверный седан, кроме того кузовное ателье Karosserie Baur из Штутгарта делало кузова для купе и кабриолетов.
Двигатель был двухцилиндровым, воздушного охлаждения, объёмом 697 см³ и происходил от мотоцикла BMW R67. Он развивал 32 л. с. и по данным производителя разгонял машинку до 125 км/ч.
В марте 1962 года седан был модернизирован и стал называться BMW LS Saloon, колёсная база увеличилась на 160 мм, а общая длина — на 320 мм. В сентябре 1964 года аналогичным образом было модернизировано и купе, теперь называвшееся BMW LS Coupé.

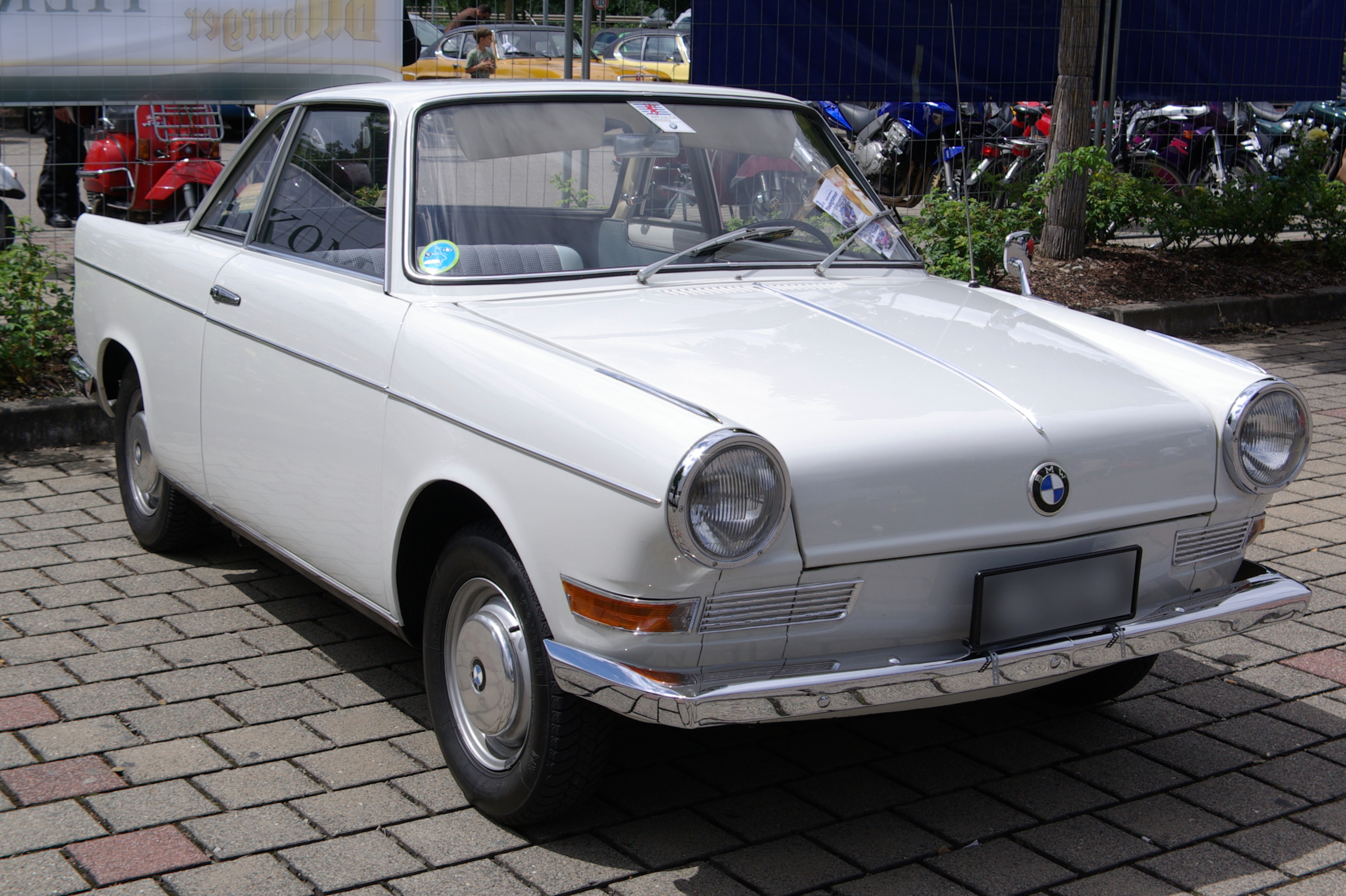
Купе.

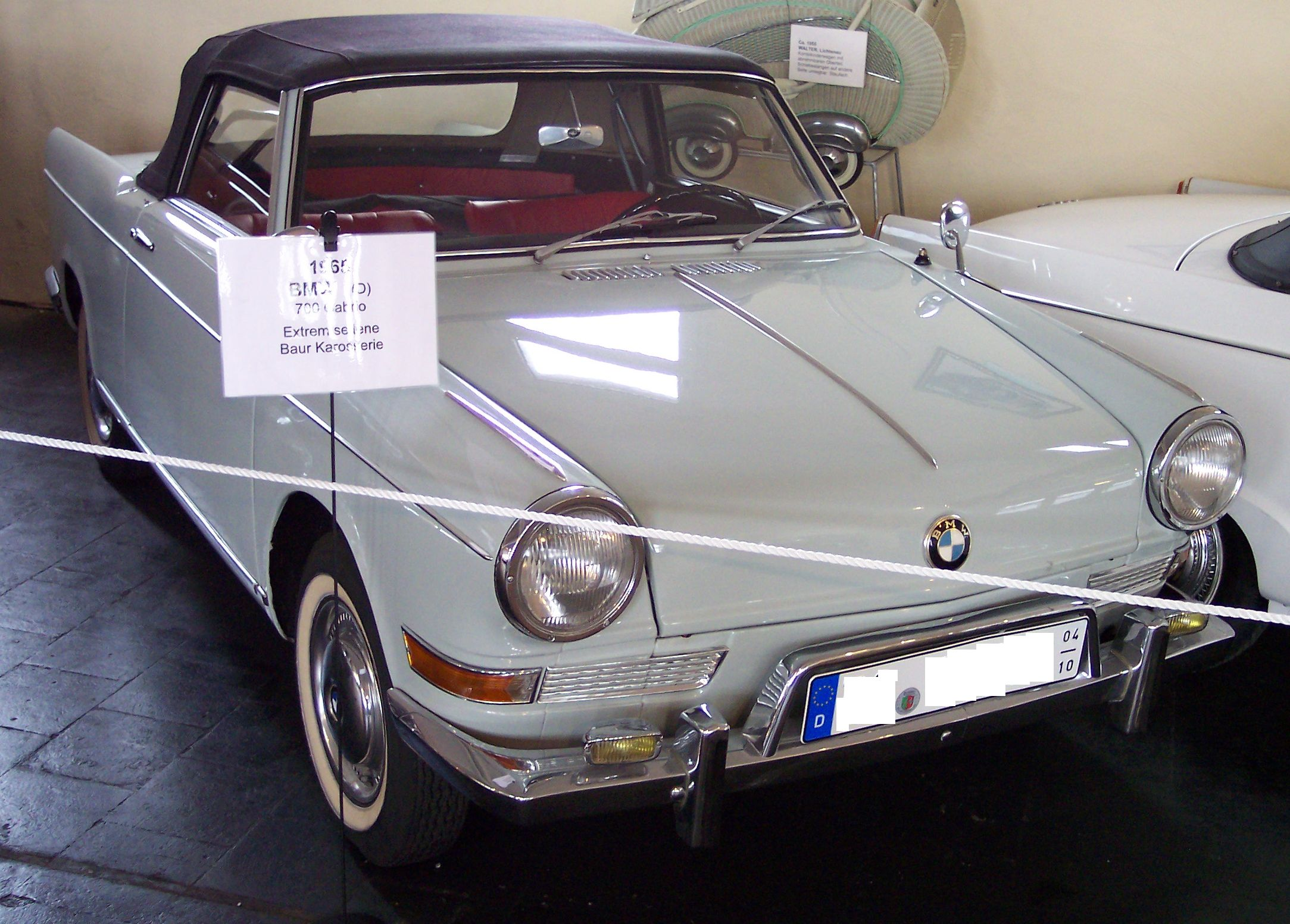
Кабриолет.

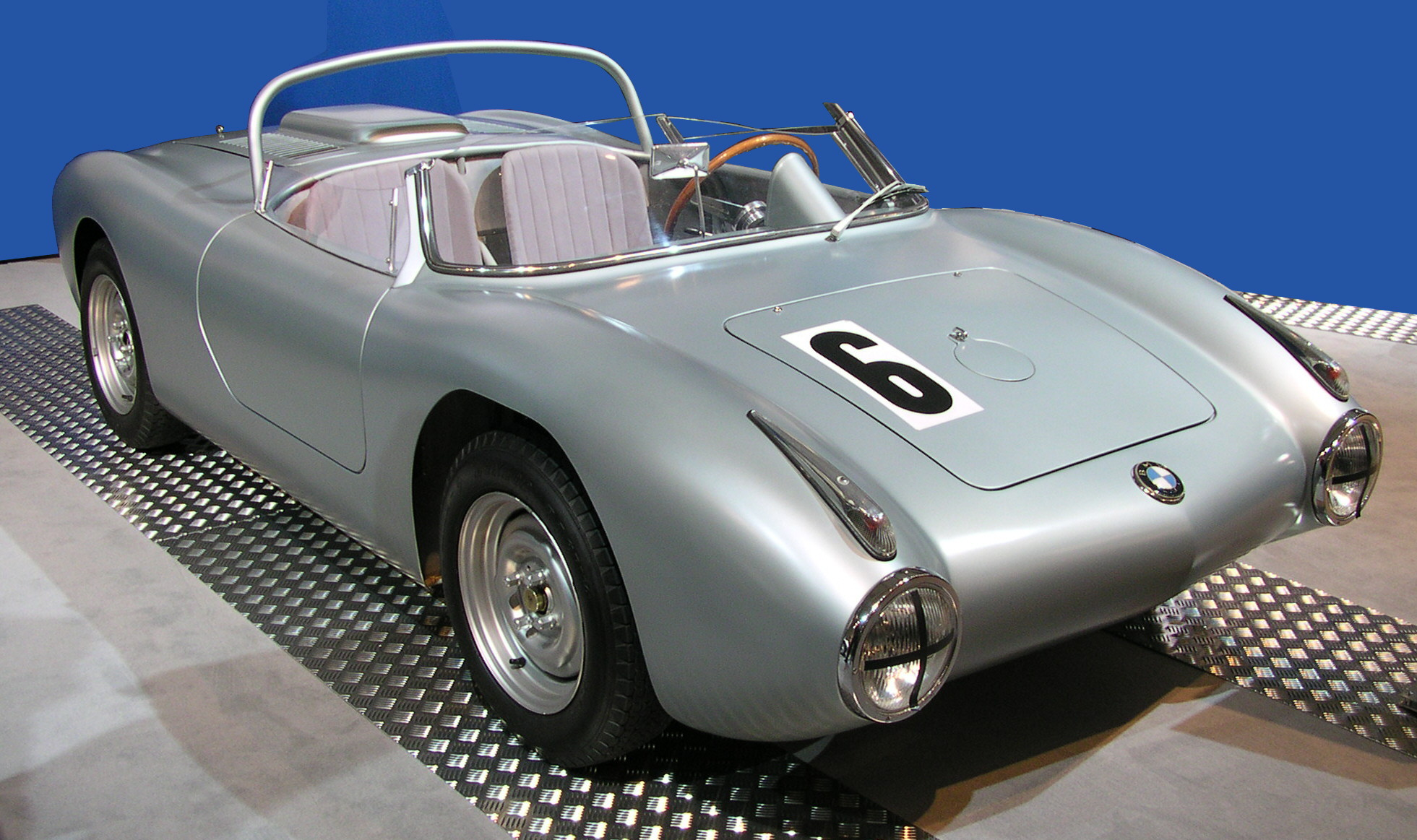
BMW 700 RS

«Семисотый» был одной из нескольких моделей, которые спасли BMW от банкротства на рубеже 1950-х и 1960-х годов. Общее число выпущенных экземпляров достигло 188 221, что в пять раз больше, чем число выпущенных экземпляров его предшественника. Такой успех заставил руководство компании отказаться от планировавшегося недружественного слияния с Mercedes-Benz. В 1961 году на вырученные при продаже BMW 700 деньги фирма запустила в производство новую модель, опять с дизайном от Микелотти — BMW New Class 1500, появление которой символизировало окончание кризиса компании и её уход от производства дешёвых малолитражек, которые помогли компании остаться на плаву.
Модель 700 RS представляла собой сильно модифицированную гоночную версию. Она имела специальный лёгкий и аэродинамичный кузов, а двигатель был форсирован до 70 л. с. На таких машинах успешно выступали гонщики Ханс-Йоахим Штук и Жаки Икс.
«Семисотый» стал последним компактным BMW до самого 2004 года, когда появился BMW первой серии E87 — единственный в своём классе автомобиль с задним приводом и продольно расположенным двигателем.

## Технические характеристики
| Модель                         | BMW 700 (ab 1963)                                                    | BMW 700 Sport / CS (1960–1964)                                       | BMW LS Luxus (1963–1965)                                             |
| ------------------------------ | -------------------------------------------------------------------- | -------------------------------------------------------------------- | -------------------------------------------------------------------- |
| Двигатель:                     | Расположен сзади, двухцилиндровый, оппозитный, с алюминиевым блоком. | Расположен сзади, двухцилиндровый, оппозитный, с алюминиевым блоком. | Расположен сзади, двухцилиндровый, оппозитный, с алюминиевым блоком. |
| Рабочий объём:                 | 697 см³                                                              | 697 см³                                                              | 697 см³                                                              |
| Диаметр цилиндра × Ход поршня: | 78×73 мм                                                             | 78×73 мм                                                             | 78×73 мм                                                             |
| Макс. мощность при оборотах:   | 23,5 кВ (32 л. с.) @ 5000                                            | 29,4 kW (40 л. с.) @ 5700                                            | 23,5 кВ (32 л. с.) @ 5000                                            |
| Макс. момент при оборотах:     | 50 Н⋅м @ 3400                                                        | 51 Н⋅м @ 4500                                                        | 50 Н⋅м @ 3400                                                        |
| Степень сжатия:                | 7,5:1                                                                | 9,0:1                                                                | 7,5:1                                                                |
| Клапанной механизм:            | Верхнеклапанный, с одним распредвалом, привод клапанов толкателями.  | Верхнеклапанный, с одним распредвалом, привод клапанов толкателями.  | Верхнеклапанный, с одним распредвалом, привод клапанов толкателями.  |
| Кузов:                         | Несущий, цельнометаллический.                                        | Несущий, цельнометаллический.                                        | Несущий, цельнометаллический.                                        |
| Колея (передних/задних колёс): | 1270/1200 мм                                                         | 1270/1200 мм                                                         | 1270/1200 мм                                                         |
| Колёсная база:                 | 2120 мм                                                              | 2120 мм                                                              | 2120 мм                                                              |
| Шины:                          | 5,20–12“                                                             | 5,20–12“/5,50–12                                                     | 5,20–12“/5,50–12“                                                    |
| Габариты Д×Ш×В:                | 3540×1480×1345 мм                                                    | 3540×1480×1270 мм                                                    | 3860×1480×1360 мм                                                    |
| Сухая масса:                   | 640 кг                                                               | 650 кг                                                               | 680 кг                                                               |
| Макс. скорость:                | 120 км/ч                                                             | 135 км/ч                                                             | 120 км/ч                                                             |
| Стоимость нового:              | 4760 DM                                                              | 5850 DM                                                              | 4995 DM                                                              |